# Deterministisk algoritm
En deterministisk algoritm är en algoritm som har egenskapen att den - givet samma ursprungliga tillstånd och samma inkommande parametrar - alltid kommer att genomgå samma förlopp, och detta på ett förutsägbart sätt.
Ett exempel på en deterministisk algoritm är en matematisk funktion sådan den definieras i kurser i matematisk analys i en eller flera reella eller komplexa variabler. Andra exempel är de algoritmer i datasystem som inte inbegriper slumpmässiga parametrar (till skillnad från exempelvis ethernet vars exakta transmissionstidpunkter efter detekterad kollision ej kan förutbestämmas).